# Квакерство
Ква́кери, також Релігійна Спілка Друзів (англ. Quakers, від дієслова to quake «трястися», «тріпати»; офіційна назва — Релігійна Спілка Друзів (квакерів), англ. Religious Society of Friends) — протестантська конфесія у християнстві, відома своїми пацифістськими настановами і гуманістичним спрямуванням.

## Означення квакерства

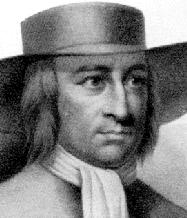
Англієць Джордж Фокс відіграв велику роль у історії зародження і поширення квакерського руху

Квакери називають себе Релігійним товариством друзів. Назву «квакер» отримали від інших християнських конфесій, які висміювали їхні танці та трясіння, які були поширені в перші дні існування групи. Назва використовувалося спочатку противниками цієї течії як образливе прізвисько, а згодом стало самоназвою, має кілька версій походження. Найбільш імовірна версія, згідно якої засновник даного напрямку — Джордж Фокс — на засіданні суду закликав суддю «тремтіти перед ім'ям Бога», за що той назвав Фокса «трепетуном». Інша версія свідчить, що ранні квакери під час своїх богослужінь здригалися. Третя версія приписує раннім квакерам твердження з приводу «духовного трепету» від відчуття постійної присутності живого Бога.
Доктрина ранніх квакерів, як і протестантизму загалом, будується на базі християнського вчення про гріх та спасіння. У вчення Товариства Друзів безпосередньо і в переосмисленої формі увійшли загальнопротестантські ідеї, висунуті М. Лютером і Ж. Кальвіном у ході Реформації в Європі: «тільки Писання» (Sola Scriptura), «Тільки вірою» (Sola fide), «Тільки благодаттю» (Sola gratia), «Слава тільки Богу» (Soli Deo Gloria) і принцип священства всіх віруючих.
Цінності, що сповідують квакери, можна охарактеризувати так, що кожна особа має можливість отримати доступ до Божого духа, який є всередині неї. Оскільки квакери вірять, що Бог є в кожній людині, і кожна людина може отримати доступ до Бога всередині себе, без заступництва священиків чи пасторів, вони мають загальне священство для всіх віруючих; кожен член церкви квакерів є священиком у цій церкві та може навчати інших і давати свідчення.
У центрі всіх Церков Друзів і зустрічей квакерів, є ідея безпосереднього зіткнення з божественним. Квакери розуміють себе тими, кого очолює Святий Дух. Ідея внутрішнього хрещення і причастя, всесвітнього порятунку і духовної рівності залишається спільною по всіх галузях. Пастори, не мають більшого духовного авторитету, ніж будь-хто інший. Усі філії залучені до роботи у сфері соціальної справедливості та миру. Пацифізм залишається характерною рисою руху квакерів. Всі Квакерські Конференції та Церкви віддані цілісності та простоті способу життя. Місійна праця є важливою для Євангельських друзів, а не для ліберальних і консервативних квакерів. Ліберальні квакери визначають себе з точки зору доктрини і більше в термінах літургійної форми, церковного життя і особистого життя.
Мовчазне поклоніння залишається центральним для Ліберальних і Консервативних Друзів, навіть якщо воно тепер зазвичай обмежене годиною. Ці квакери, як правило, сидять у колі або квадраті, і мовчать доти, поки хтось у групі не підніметься, щоб говорити. Суть полягає в тому, що таким чином людина говорить те, що Бог їй каже, щоб поділитися з іншими. Деякі зустрічі абсолютно безшумні; інші можуть включати численні розмовні активності. Богослужіння закінчується після рукостискань старших, після чого кожен учасник може потиснути руку ближньому сусідові.
Пастирське поклоніння розрізняється за часом і способом. Музика може бути у формі гімну або хору і може супроводжуватися співом або колективом або електричним гуртом або одним фортепіано. Зовнішні таїнства лише рідко є частиною пастирського поклоніння і залишаються необов'язковими. Ніякі зовнішні форми не вважаються суттєвими.

## Історія
Квакерський рух виник у середовищі радикальних пуритан (дисидентів або нонкомформістів) у роки Англійської революції середини XVII століття.
Спочатку спілка квакерів була відома як Християнська Спілка Друзів Внутрішнього Світла. Назва «квакери» використовувалась спочатку супротивниками цієї течії як образливе прізвисько та згодом вона стала самоназвою. Про походження назви є декілька версій. Наймовірніша та, за якою засновник цієї течії — Джордж Фокс (George Fox) на засіданні суду закликав суддю «трепетати перед іменем Бога», за що той назвав Фокса квакером, тобто дослівно «трясуном» або «тремтячим». Інша популярна версія стверджує, що ранні квакери під час своїх богослужінь трусилися при сходженні на них Святого Духа. Третя версія приписує раннім квакерам тверждення з приводу «духовного трепету» від постійного відчуття присутності живого Бога.
Датою виникнення квакерства зазвичай уважають 1652 рік (іноді 1648, коли Дж. Фокс вперше виступив із проповіддю). Відомою квакерською мученицею була Мері Даєр, страчена 1 червня 1660 року.
Квакери відомі тим, що вони не сприймають насилля у будь-якій формі, а також широкою соціальною діяльністю, спрямованою на утвердження у суспільстві ідеалів гуманізму та пацифізму.
Число послідовників квакерства у світі на сьогодні становить близько 360 000 осіб. Найбільша за чисельністю громада квакерів зосереджена у Північній Америці (переважно у США), також вони є в Африці (в Кенії) та Європі (у Великій Британії).

## Теологія та вчення квакерів
Теологічні переконання квакерів значно відрізняються, залежно від того, про яку спільноту квакерів йдеться. Більшість квакерів вірять у постійне одкровення: Бог постійно відкриває істину безпосередньо людям. Джордж Фокс, сказав: «Христос прийшов, щоб Сам навчати Свій народ». Квакери часто зосереджуються на спробах відчути присутність Бога. Як писав Ісаак Пенінгтон у 1670 році: «Недостатньо чути про Христа чи читати про Христа, але відчувати, що він є моєю частиною, моїм життям і моєю основою…». Квакери відкидають ідею священиків, віруючи у священство всіх віруючих. Деякі висловлюють свою концепцію Бога, використовуючи такі фрази, як «внутрішнє світло», «внутрішнє світло Христа» або «Святий Дух».
Консервативні друзі  поділяють деякі переконання Фокса та його ранніх друзів. Багато консерваторів вважають себе квакерами, чия віра найбільш відповідає первісній доктрині квакерів, стверджуючи, що більшість друзів «відокремилися» від них у 19 та 20 століттях. Консервативні квакери довіряють безпосередньо Богу. Вони відкидають усі форми релігійної символіки та зовнішні таїнства, такі як Євхаристія та хрещення. Консерватори не вірять у взаємозв'язок практик зовнішніх обрядів із відносинами з Богом через Христа. Вірять, що святість може існувати в усіх видах діяльності повсякденного життя — і що все життя є священним у Бозі.
Євангельські друзі вважають Ісуса Христа своїм особистим Господом і Спасителем та мають подібні релігійні переконання з іншими євангельськими християнами. Вони вірять і високо цінують спокутну місію Христа на хресті, біблійну непогрішність і потребу в стосунках з Богом. Вони вірять, що Церква друзів-євангелистів має на меті євангелізувати людей у світі, духовно перетворювати їх через Божу любов та через соціальне служіння іншим. Вони вважають Біблію безпомилковим Словом Божим.
Друзі Ґурнії — сучасні послідовники євангельської теології квакерів, визначеної Джозефом Джоном Герні, британським квакером 19-го століття. Вони становлять 49 % від загальної кількості квакерів у всьому світі. Вони бачать Ісуса Христа своїм Учителем і Господом та віддають перевагу тісній співпраці з іншими протестантськими християнськими Церквами. Друзі Ґурнії врівноважують авторитет Біблії, слів Бога з особистим, безпосереднім переживанням Бога у своєму житті. І діти, і дорослі беруть участь у релігійній освіті, яка наголошує на ортодоксальному християнському вченні з Біблії. Друзі Ґурнії підтримують ряд ортодоксальних християнських доктрин, як-от ті, що містяться в Річмондській декларації віри.
Друзі святості перебувають під значним впливом руху святості, зокрема вчення Джона Уеслі про християнську досконалість. Повна любов до Бога і людства, Христос дозволяє віруючим позбутися добровільного гріха. Це було домінуючим поглядом у квакеризмі в Сполученому Королівстві та Сполучених Штатах у 19 столітті і вплинуло на інші гілки квакерства.
Ліберальний квакеризм. Подібно до консервативних друзів, ліберали відкидають як релігійну символіку й таїнства, так і хрещення та Євхаристію. Біблія залишається центром у поклонінні, але Святе Письмо має поступитися місцем Божому провадженню, якщо Бог веде їх так, ніби це суперечить Біблії. Багато друзів також перебувають під впливом ліберальних християнських теологів і сучасної біблійної критики. Вони часто приймають непропозиційну біблійну герменевтику, як-от віру в те, що Біблія є антологією вірувань і почуттів людських авторів щодо Бога, а не Святе Письмо, і що прийнятними є різноманітні тлумачення Святого Письма.
Друзі-універсалісти дотримуються релігійного плюралізму: існує багато різних шляхів до Бога та розуміння, в тому числі й нехристиянських, які є такими ж дійсними, як і християнське розуміння. Група була заснована наприкінці 1970-х Джоном Лінтоном.
Меншина Друзів має погляди, подібні до постхристиянських нетеїстів в інших церквах, таких як Море Віри, яке виникло з Англіканської церкви. Це переважно атеїсти, агностики та гуманісти, які все ще цінують членство в релігійній організації. Першою організацією друзів-нетеїстів було Гуманістичне товариство друзів, засноване в Лос-Анджелесі в 1939 році. Вона залишалася невеликою і була поглинена Американською гуманістичною асоціацією.

## Поширення та сучасний стан «релігійної спільноти друзів»
Квакерство зародилося в Англії та Уельсі та швидко поширилося в Ірландії, Нідерландах, Барбадосі й Північній Америці. У 2012 році було 146300 квакерів у Кенії, 76360 у Сполучених Штатах, 35000 у Бурунді та 22300 у Болівії. Іншими країнами з понад 5000 послідовників були Гватемала, Велика Британія, Непал, Тайвань та Уганда. Хоча загальна кількість квакерів становить близько 377000 у всьому світі, вплив квакерів зосереджено у Філадельфії, штат Пенсільванія; Каймосі, Кенія; Ньюберг, Орегон; Грінліф, штат Айдахо; Віттієр, Каліфорнія; Річмонд, Індіана; Френдсвуд, Техас; Бірмінгем, Англія; Рамалла, Палестина, і Грінсборо, Північна Кароліна.
Найбільша концентрація квакерів в Африці. Друзі Східної Африки свого часу були частиною єдиної щорічної Конференції Східної Африки, тоді найбільшої у світі. Сьогодні регіон обслуговується кількома чіткими щорічними конференціями. Більшість із них пов'язані з Об'єднаною конференцією друзів, практикують богослужіння та наймають пасторів. Друзі зустрічаються в Руанді та Бурунді. Невеликі незаплановані зустрічі також існують у Ботсвані, Гані, Лесото, Намібії, Нігерії, Південній Африці та Зімбабве. У 2012 році в Африці налічувалося 196800 дорослих квакерів. Кількість учасників у Бурунді — 35 000, Південній Африці — 140, Конго (Республіка) — 10, Конго (Демократична Республіка) — 3000, Кенії — 146 300, Мадагаскарі — 20, Нігерії — 20, Руанді — 4200, Танзанії — 3100, Уганді — 5000.
Квакери в Австралії та Новій Зеландії дотримуються традицій британських відвідувань щорічних конференцій. Значні відстані між колоніями та невелика кількість квакерів спровокували залежність від Лондона до 20-го століття. Товариство залишилося безпрограмним і має назву Австралійська щорічна зустріч, а місцеві організації мають близько семи регіональних зборів: Канберра (яка поширюється на південь Нового Південного Уельсу), Новий Південний Уельс, Квінсленд, Південна Австралія (яка поширюється на Північну територію), Тасманія, Вікторія, та Західна Австралія. Школа друзів розташована в Хобарті. Щорічні збори щороку в січні скликаються різними регіональними зборами протягом семирічного циклу, а Постійний комітет у липні або серпні. Кількість послідовників в Австралії налічує близько 1000 людей, у Новій Зеландії — 600 людей (статистика за 2012 р.).
У Сполученому Королівстві щорічна кількість незапланованих зустрічей ліберального Релігійного товариства друзів (квакерів) складає 478 місцевих зустрічей із загальною кількістю дорослих учасників товариства — 14260 і 8560 дорослими, які не є членами товариства поклоніння. З середини 20-го століття їх кількість неухильно зменшувалася. Заплановані зустрічі відбуваються у Вемі та Лондоні. Невеликі групи друзів-консерваторів зустрічаються в Ріплі та Гринвічі в Англії та в Арброті в Шотландії; вони дотримуються Книги дисципліни щорічних зборів Огайо.
Квакери в Азії. Від Індії на заході до Китаю на півночі та до Нової Зеландії на південному сході Азіатсько-Тихоокеанський регіон є домом для приблизно 35 000 друзів у приблизно двадцяти країнах. За статистикою, близько 90 % є євангельськими, 6 % є непастирськими програмними і 5 % є безпрограмними. Кількість учасників квакерів у Бангладеші — 475, Бутані -  800, Камбоджі — 410, Китаї — 100, Індії — 4300, Індонезії — 1800, Японії — 140, Кореї — 50, Непалі — 6000, Філіппінах — 2500, Сінгапурі — 10, Тайвані — 5000.
Щорічна зустріч друзів євангелистів у Центральній Європі налічує 4306 членів із шести країн, зокрема Албанії, Угорщини та Румунії. Щорічна зустріч Ірландії є консервативнішою, ніж щорічна зустріч Британії, налічує 1591 члена на 28 засіданнях, по всій Республіці Ірландії та в Північній Ірландії.
Німецькі щорічні збори є незапрограмованими та ліберальними та налічують 340 членів. Невеликі групи друзів у Чехії, Естонії, Греції, Латвії, Литві, Мальті, Польщі, Португалії та Україні відвідують там збори для богослужіння. Загальна кількість послідовників квакерства в Албанії — 380, Бельгія та Люксембург — 40, Хорватія — 50, Данія — 30, Фінляндія — 20, Франція -70, Грузія — 20, Німеччина й Австрія — 340, Угорщина — 4000, Ірландія — 1600, Італія — 20, Нідерланди — 120, Норвегія — 150, Румунія — 920, Росія — 30, Сербія — 50, Іспанія — 20, Швеція — 100, Швейцарія — 100, Об'єднане Королівство — 15775.

## Квакери в Україні
У жовтні 2024 року в Києві було утворено Релігійну організацію “Релігійна громада Квакерів: Збори Друзів України”, яка поділяє переконання євангельського християнського напрямку в квакерстві. Друзі України разом із друзями з англомовних країн збираються онлайн по неділях для незапрограмованого богослужіння.